# USA:s kongress
USA:s kongress (engelska: United States Congress) är USA:s högsta lagstiftande församling med säte i Kapitolium i huvudstaden Washington i Columbiadistriktet. På engelska kallas USA:s kongress ofta Capitol Hill efter kullen varpå dess huvudbyggnad är belägen.
Kongressen består av två kamrar: Senaten och Representanthuset.
Kongressens arbete delas in i tvåårsperioder med början den 3 januari. En sådan period kallas kongress. Varje kongress har ett ordningsnummer och indelas i två sessioner. I november året före en ny kongress tillträder genomförs allmänna val där Representanthusets samtliga och en tredjedel av Senatens ledamöter utses.  
Den 119:e kongressen tillträdde den 3 januari 2025 och den nuvarande mandatperioden planeras att pågå till den 3 januari 2027.

## Historia
År 1781, fem år efter att Andra kontinentalkongressen utropat Förenta staternas oavhängighet från Kungariket Storbritannien, ratificerades Konfederationsartiklarna som inrättade den nya statsbildningens lagstiftande församling. I den konfederala enkammarkongressen hade varje delstat en röst var och vetorätt över de flesta besluten. Tillsammans med avsaknaden på verkställande och dömande makt och minimala befogenheter ledde det till en svag centralmakt som varken kunde ta upp skatt, reglera handel eller upprätthålla lagar.
Centralmaktens maktlöshet ledde till att ett konvent sammankallades i Philadelphia 1787 där en reviderad grundlag med en tvåkammarkongress föreslogs. Flera mindre delstater förespråkade att alla delstater skulle ha lika många företrädare i kongressen. Tvåkammarsystemet hade fungerat väl i de delstater som tillämpat det. En kompromisslösning antogs där fördelningen av Representanthusets ledamöter skulle motsvara delstaternas folkmängd (gynnade större delstater) och exakt två senatorer valda av delstaternas styrelser (gynnade mindre delstater). Den antagna konstitutionen skapade en federal struktur med två överlappande maktcentra så att varje medborgare som individ löd under både delstatlig och nationell regeringsmakt. För att förhindra maktmissbruk hölls de verkställande, lagstiftande som dömande maktgrenarna med sina egna respektive behörighetsområden åtskilda och kunde granska de andra grenarna i enlighet med maktdelningsprincipen. Dessutom fanns kontrollmekanismer inom den lagstiftande makten eftersom den hade två separata kamrar. Det nya statsskicket togs i bruk 1789.

## Sammansättning och befogenheter
Kongressens uppbyggnad och dess begränsningar i maktutövandet regleras i konstitutionens första artikel. Principen är att Kongressen bara får besluta om sådant som räknas upp (i sektion åtta i konstitutionens första artikel), allt övrigt skall bestämmas av de enskilda delstaterna eller av folket. Denna princip om federalism är uttryckligen fastslagen genom konstitutionens tionde tillägg. Exempel på vad Kongressen får besluta om är federala skatter, tullar (dock ej mellan delstaterna), väpnade styrkor och om krigsförklaring.
Kongressen kan väcka åtal mot och döma federala befattningshavare (bland andra landets president) genom riksrättsförfarande. Kongressen kan också kalla andra än unionens befattningshavare att vittna under ed för att utreda diverse frågor. Detta är ett politiskt medel och har använts till exempel i en utredning om dopade idrottsmän och huruvida kongressen skulle stifta nya lagar kring det. Lagstiftning tillgreps inte i det fallet eftersom utredningen i sig sågs som tillräckligt påtryckningsmedel.[källa behövs]

### Senaten
Förenta staternas senat (engelska: United States Senate) brukar räknas som överhuset i USA:s federala folkrepresentation. Här representeras landets främsta administrativa indelningsenheter, delstaterna, med två mandat vardera, vilket medför att folkrika delstater inte har fler senatorer än de mindre folkrika. Innan det sjuttonde författningstillägget ratificerades 1913 valde delstaternas lagstiftande församlingar senatorer men därefter blev senatorerna direktvalda.
Kammaren har 100 ledamöter valda för sex år. Vartannat år hålls allmänna val för en tredjedel av Senatens mandat i taget. USA:s vicepresident är ex officio Senatens talman och har utslagsröst i de fall en omröstning utfaller med lika röstetal.
Senatens exklusiva befogenheter inkluderar bland annat att ratificera fördrag och traktat presidenten ingått med andra länder, godkänna tillsättandet av höga ämbeten samt att döma i riksrättmål.[källa behövs]

### Representanthuset
Förenta staternas representanthus (engelska: United States House of Representatives) är Kongressens historiskt och än idag direktvalda kammare. Representanthuset har 435 ledamöter och varje delstat representeras av ledamöter i förhållande till delstatens folkmängd, dock minst en. Kalifornien, som har störst folkmängd, har 53 platser i Representanthuset. Invånare i USA:s federala territorier representeras av delegater, sammanlagt sex stycken, som inte har rätt att delta i omröstningar. Val till kammaren hålls vartannat år med undantag för Puerto Ricos delegat (eller Resident Commissioner) som har fyraårig mandatperiod.
Representanthusets exklusiva befogenheter inkluderar beskattning, beslut om riksrättsåtal och val av USA:s president i de fall absolut majoritet för någon kandidat inte kan uppnås i Elektorskollegiet.[källa behövs]